# كلوي هنري
كلوي هنري (بالإنجليزية: Chloé Henry)‏ هي لاعبة جمباز فني وممثلة بلجيكية وأمريكية، ولدت في 5 مارس 1987 في كوربوس كريستي في الولايات المتحدة.

## وصلات خارجية
- الموقع الرسمي
- كلوي هنري على موقع الاتحاد الدولي لألعاب القوى (الإنجليزية)
- كلوي هنري على موقع الدوري الماسي (الإنجليزية)
- كلوي هنري على موقع الاتحاد الدولي للجمباز (biography) (الإنجليزية)
- كلوي هنري على موقع اللجنة الأولمبية الدولية (الإنجليزية)
- كلوي هنري على موقع IMDb (الإنجليزية)
- كلوي هنري على موقع قاعدة بيانات الفيلم (الإنجليزية)